# Sharmila Tagore
Pour les articles homonymes, voir Sharmila.
Sharmila Tagore est une actrice indienne, née le 8 décembre 1944 à Hyderabad (Télangana).

## Biographie
Arrière-petite-fille du poète Rabindranath Tagore, premier prix Nobel de littérature indien, Sharmila Tagore commence sa carrière à 13 ans grâce à Satyajit Ray dont elle devient l'une des actrices fétiches. Grande vedette dans son pays, elle compte dans sa filmographie aussi bien des films d'auteur que des grands spectacles dans la pure tradition du cinéma Bollywood. Mariée à l'ancien capitaine de l'équipe de cricket indienne, le nawab de Pataudi, Mansoor Ali Khan, elle a trois enfants : un fils Saif Ali Khan, acteur populaire de Bollywood et deux filles, Saba Ali Khan, joaillière, et Soha Ali Khan, elle aussi actrice. 
Sharmila Tagore a été membre du jury au festival de Cannes en 2009 sous la présidence d'Isabelle Huppert. Le réalisateur James Gray, les actrices Robin Wright, Shu Qi et Asia Argento font notamment partie du jury. Elle a été également membre du jury lors du Festival international du film de Marrakech en 2012, sous la présidence de John Boorman. Elle retrouve parmi les autres jurés James Gray ainsi que Lambert Wilson, Gemma Arterton et Marie-Josée Croze.

## Filmographie

### Au cinéma
- 1959 : Le Monde d'Apu (Apur Sansar) de Satyajit Ray : Aparna
- 1960 : La Déesse (Devi) de Satyajit Ray : Doyamoyee
- 1963 : Shesh Anka de Haridas Bhattacharya : Shoma
- 1963 : Nirjan Saikate de Tapan Sinha
- 1963 : Barnali d'Ajoy Kar
- 1964 : Prabhater Rang d'Ajoy Kar
- 1964 : Kashmir Ki Kali de Shakti Samanta : Champa
- 1965 : Waqt de Yash Chopra : Renu Khanna
- 1966 : Yeh Raat Phir Na Aayegi de Brij
- 1966 : Sawan Ki Ghata de Shakti Samanta : Seema
- 1966 : Devar de Mohan Segal
- 1966 : Anupama de Hrishikesh Mukherjee : Uma Sharma
- 1966 : Le Héros (Nayak) de Satyajit Ray : Aditi
- 1967 : An Evening in Paris de Shakti Samanta : Deepa Malik / Roopa Malik (Suzy)
- 1967 : Aamne Samne de Suraj Prakash
- 1968 : Mere Hamdam Mere Dost d'Amar Kumar : Anita
- 1968 : Humsaya de Joy Mukherjee
- 1968 : Dil Aur Mohabbat d'Anand Dutta : Anuradha Varma
- 1969 : Yakeen de Brij : Rita
- 1969 : Talash d'O.P. Ralhan : Madhu / Gauri
- 1969 : Satyakam de Hrishikesh Mukherjee : Ranjana
- 1969 : Pyaasi Sham d'Amar Kumar : Madhu
- 1969 : Aradhana de Shakti Samanta : Vandhana Tripathi
- 1970 : Suhana Safar de Vijay Anand
- 1970 : Safar d'Asit Sen : Mrs. Neela Shekhar Kapoor
- 1970 : My Love de S. Sukhdev
- 1970 : Mere Humsafar de Dulal Guha : Tarna / Meenakshi
- 1970 : Des jours et des nuits dans la forêt (Aranyer Din Ratri) de Satyajit Ray : Aparna
- 1971 : Seemabaddha de Satyajit Ray : Tutul
- 1971 : Amar Prem de Shakti Samanta : Pushpa
- 1971 : Chhoti Bahu de K.B. Tilak : Radha
- 1972 : Yeh Gulistan Hamara d'Atma Ram : Soo Reni
- 1972 : Maalik : Savitri
- 1972 : Dastaan : Meena
- 1973 : Daag: A Poem of Love : Sonia Kohli
- 1973 : Raja Rani : Nirmala / Ranibai
- 1973 : Avishkaar : Mansi
- 1973 : Aa Gale Lag Jaa : Preeti
- 1974 : Shandaar : Pratima
- 1974 : Paap Aur Punya : Jugni
- 1974 : Jadu Bansha
- 1974 : Charitraheen
- 1975 : Chupke Chupke : Sulekha Chaturvedi
- 1975 : Amanush : Lekha
- 1975 : Anari
- 1975 : Amanush : Rekha
- 1975 : Khushboo : Lakhi
- 1975 : Ek Mahal Ho Sapno Ka
- 1975 : Faraar : Mala / Asha
- 1975 : Mausam de Gulzar : Chanda Thapa / Kajli
- 1976 : Ek Se Badhkar Ek
- 1977 : Tyaag : Sunita
- 1977 : Anand Ashram : Asha
- 1978 : Besharam de Deven Verma : Renuka / Monica
- 1979 : Dooriyaan
- 1979 : Griha Pravesh : Mansi
- 1980 : Do Shatru
- 1981 : Kalankini Kankabati
- 1982 : Namkeen : Nimki
- 1982 : Desh Premee : Bharati
- 1983 : Door-desh : Shobha
- 1983 : Doosri Dulhan
- 1984 : Sunny : Sitara
- 1984 : Jawaani : Sushma S. Malhotra
- 1984 : Divorce : Chandra
- 1985 : Bandhan Anjana
- 1986 : Swati
- 1986 : Ricky
- 1986 : New Delhi Times : Nisha
- 1986 : Maa Beti : Savitri
- 1987 : 7 Saal Baad : Nisha Mathur
- 1988 : Hum To Chale Pardes
- 1989 : Doorie : Nisha V. Saxena
- 1991 : Mississippi Masala de Mira Nair : Kinnu, la femme de Jay
- 1993 : Aashiq Awara : Mrs. Singh
- 1999 : Mann d'Indra Kumar : La grand-mère de Dev
- 2000 : Dhadkan de Dharmesh Darshan : La mère de Dev
- 2003 : Abar Aranye : Aparna
- 2003 : Shubho Mahurat de Rituparno Ghosh : Padmini Choudhury
- 2005 : Viruddh... Family Comes First : Sumitra V. Patwardhan
- 2007 : Eklavya de Vidhu Vinod Chopra : La Reine Suhasinidevi
- 2007 : Fool N Final : Laywanti

### À la télévision
- 1987 : Zindagi (série)
- 1998 : Not a Nice Man to Know (série) : invitée

## Distinctions

### Récompenses
- Filmfare Awards 1970 : meilleure actrice pour Aradhana
- National Film Awards 1975 : meilleure actrice pour Mausam
- Filmfare Awards 1998 : Prix d'honneur pour l'ensemble de sa carrière
- National Film Awards 2004 : meilleure actrice dans un second rôle pour Abar Aranye

### Nominations
- Filmfare Awards 1971 : meilleure actrice pour Safar
- Filmfare Awards 1977 : meilleure actrice pour Mausam
- Filmfare Awards 1985 : meilleure actrice dans un second rôle pour Sunny
- Filmfare Awards 2006 : meilleure actrice pour Viruddh... Family Comes First